# 베릴륨-10
베릴륨-10(Beryllium-10, 10Be)은 베릴륨 동위 원소의 일종으로, 139만 년에서 157만 년 의 반감기를 가지는 방사성 동위 원소이다. 원자핵 안에 양성자 4개와 중성자 6개를 포함하고 있다. 산소 원자의 우주선 파쇄를 통해 생성되었으며, 베타 붕괴를 통해 안정한 핵종인 10B으로 붕괴한다.
{\displaystyle \mathrm {^{10}_{4}Be\ \longrightarrow \ _{5}^{10}B\ +\ e^{-}\ +\ {\bar {\nu }}_{e}} }

## 이용

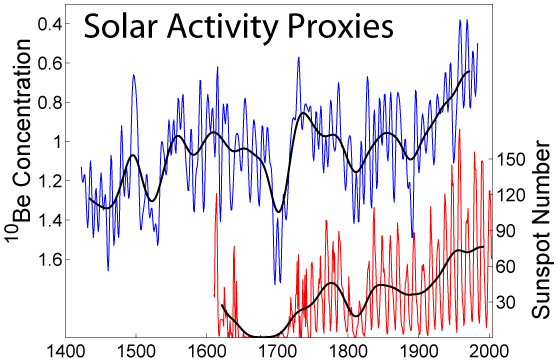
흑점 숫자를 나타낸 그래프(붉은색)와 베릴륨-10의 농도를 나타내는 그래프(파란색). 베릴륨-10 농도를 나타내는 세로축은 반대로 되어 있다.

알칼리 토금속인 베릴륨은 pH 5.5 이하의 수용액에 용해되려는 경향이 있으므로 빗물에 녹아들어 토양에 축적된다. 이 중 반감기가 약 139만 년으로 비교적 긴 베릴륨-10과 그 붕괴 생성물인 붕소-10의 비율을 측정하면 토양의 침식과 생성, 빙하의 연대 측정 등 각종 지질학적 연대 측정에 사용할 수 있다. 또한, 베릴륨-10은 공기 중의 이산화 탄소에 일정 비율로 존재하는 탄소-13이 고속의 중성자와 충돌할 때에도 생성되므로 과거에 행해진 핵실험의 증거가 될 수 있다.
한편, 지구 대기 중의 베릴륨-10의 양은 태양 활동에 반비례한다. 이는 태양풍이 지구에 도달하는 우주선의 양을 감소시키기 때문이다.

## 같이 보기
- 베릴륨-7
- 베릴륨-9
- 베릴륨 동위 원소
- 붕소-10

| 가벼운 핵종 베릴륨-9 | 베릴륨의 동위 원소 | 무거운 핵종 베릴륨-11 |

| 어미핵종: 리튬-11(β-n) | 베릴륨-10의 붕괴 사슬 | 딸핵종: 붕소-10(β-) |